# Панач (комуна)
Панач (рум. Panaci) — комуна у повіті Сучава в Румунії. До складу комуни входять такі села (дані про населення за 2002 рік):
- Глоду (318 осіб)
- Дрегояса (212 осіб)
- Катрінарі (73 особи)
- Коверка (843 особи)
- Панач (789 осіб) — адміністративний центр комуни
- Пелтініш (100 осіб)

Комуна розташована на відстані 317 км на північ від Бухареста, 79 км на південний захід від Сучави, 144 км на схід від Клуж-Напоки.

## Населення
За даними перепису населення 2002 року у комуні проживали 2335 осіб, усі — румуни. Усі жителі комуни рідною мовою назвали румунську.
Склад населення комуни за віросповіданням:
| Релігія            | Кількість осіб | Відсоток |
| ------------------ | -------------- | -------- |
| православні        | 2315           | 99,1%    |
| бретрени           | 11             | 0,5%     |
| адвентисти         | 4              | 0,2%     |
| римо-католики      | 2              | 0,1%     |
| п'ятдесятники      | 1              | < 0,1%   |
| старообрядці       | 1              | < 0,1%   |
| не вказали релігію | 1              | < 0,1%   |